# La Regenta

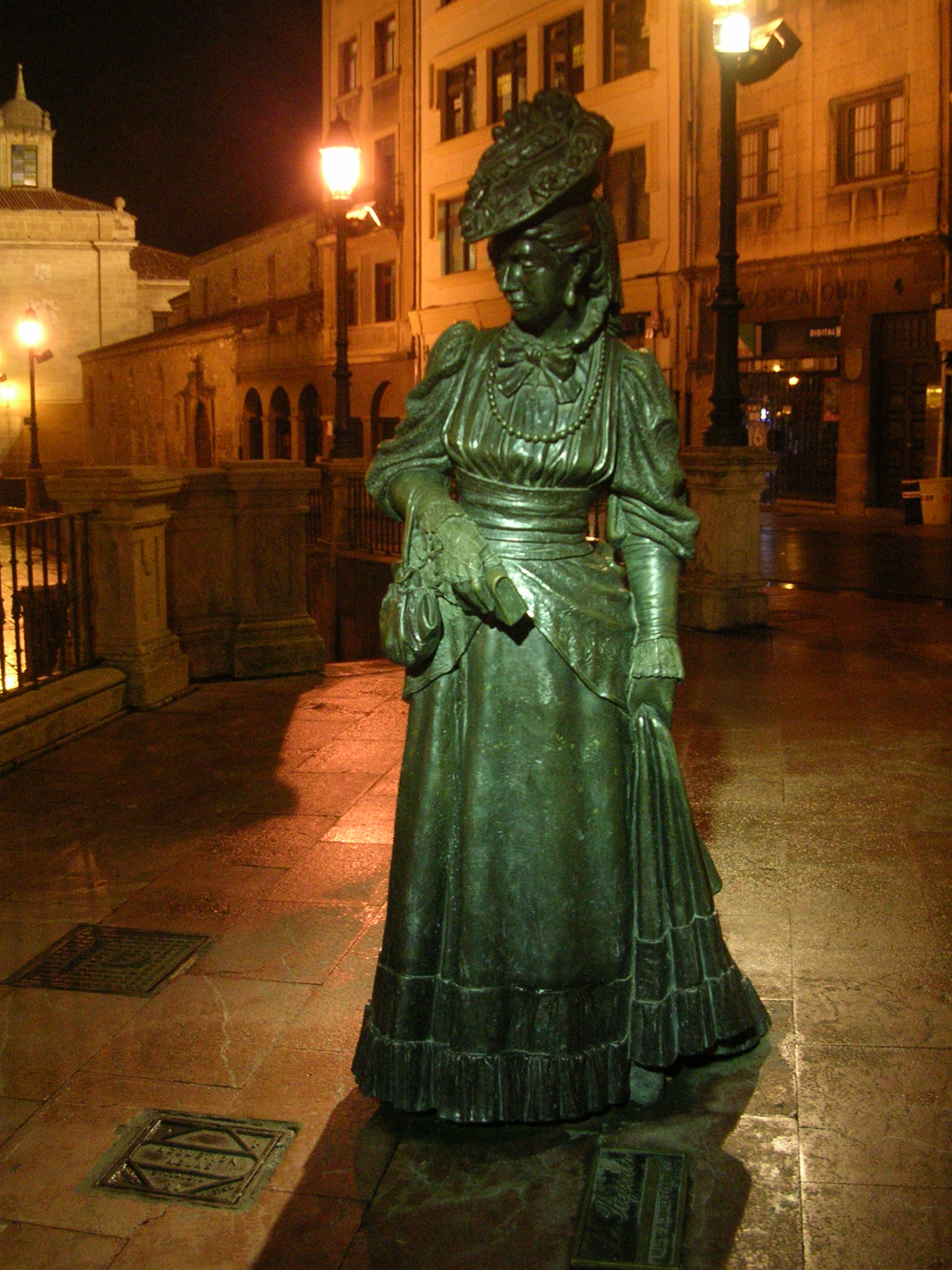
Standbeeld van La Regenta in Oviedo

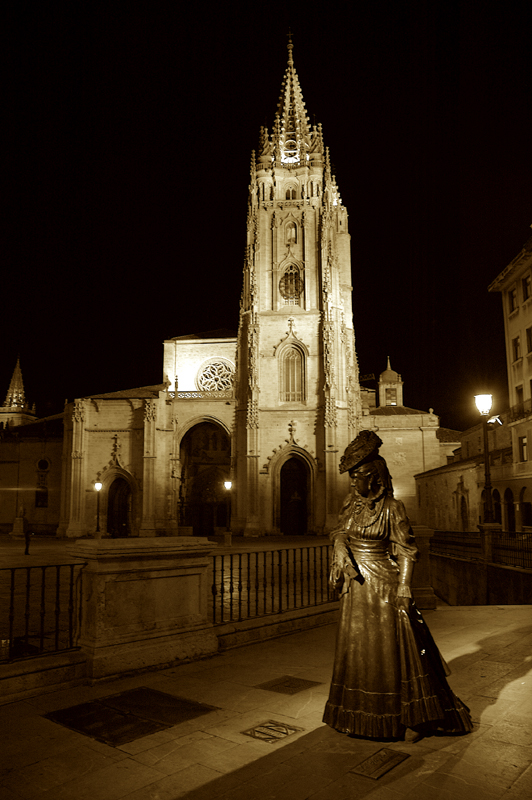
Voor de kathedraal van Oviedo

La Regenta is een naturalistische roman van de Spaanse schrijver Leopoldo Alas, in 1884 en 1885 gepubliceerd onder het pseudoniem Clarín. Het werk wordt gerekend tot de belangrijkste werken uit de Spaanse literatuur.

## Intrige
De roman speelt zich af in Oviedo, door Clarín Vetusta genaamd. Hoofdpersoon is de provinciaalse dame Ana Ozores, die getrouwd is met de veel oudere magistraat Victor Quintanar. Deze houdt zich echter meer met oude Spaanse literatuur bezig dan met zijn vrouw. Emotioneel verwaarloosd, hunkerend naar liefde, lijkt Ana zich op het eerste oog over te geven aan een godsdienstig leven en vindt een biechtvader in de zinnelijke monnik Fermin de Pas. Deze wordt verliefd op haar, maar het lukt Ana niet haar liefdeshonger op hem te sublimeren. Uiteindelijk valt ze voor de charmes van de knappe, donjuaneske Alvaro Mesía. Een door de jaloerse Fermin uitgelokt duel tussen Alvaro en Don Victor, maakt vervolgens een eind aan het leven van de laatste. Ook Alvaro verlaat Ana en zij blijft uiteindelijk alleen achter, zonder man en zonder status, veracht door de huichelachtige stad en haar oude relaties. Ze wordt ziek en wil uiteindelijk weer gaan biechten bij Fermin. Deze weigert haar echter de biecht, waarna ze bezwijmt in de donkere kathedraal van Vetusta; een homoseksuele misdienaar kust tot slot haar lippen “in een perversie van zijn perversie”.

## Duiding
La Regenta behoort tot de naturalistische traditie uit de negentiende eeuw, wordt algemeen beschouwd als de belangrijkste Spaanse roman uit deze periode en wordt wel vergeleken met Madame Bovary en Effi Briest. De roman geeft een sterke psychologische observatie van de tragische Ana, die met name ook tot uiting komt in haar biechten. Opvallend is het gebruik van de monoloog interieur, voor het eerst in de Spaanse letterkunde. Opvallend is ook de relatief vage beschrijving van de andere personages dan Ana, in sterk contrast met vaak uiterst gedetailleerde beschrijvingen van randzaken, hetgeen een zeker gevoel van vervreemding teweegbrengt.
La Regenta wordt ook wel gezien als een vrouwenroman, in die zin dat de specifiek vrouwelijke beleving centraal staat en dat begrip wordt gevraagd voor de moeilijke situatie van Ana in haar huwelijk. Wat dat aangaat is La Regenta ook wel het eerste feministische literaire werk in Spanje genoemd. Belangrijk thema, dat voortdurend in de roman terugkeert, is de huichelachtigheid van de kleinburgerlijke mensen in een kleine provinciestad.

## Vertaling en verfilming
La Regenta werd in 1992 in het Nederlands vertaald door Barber van de Pol en Maarten Steenmeijer.
De roman werd meermaals verfilmd en in 1995 bewerkt tot een Spaanse televisieserie. In 2012 staat de première van een musical naar de roman gepland te Oviedo.